# Heinrich Buchenauer
Heinrich Buchenauer (* 20. Februar 1940 in Warzenbach) ist ein deutscher Agrarwissenschaftler insbesondere der Phytomedizin, er ist Emeritus der Universität Hohenheim.

## Leben
Nach dem Besuch der Volksschule in Warzenbach und des Gymnasiums in Laasphe mit Reifeprüfung (1961) absolvierte er eine Landwirtschaftslehre in Walsrode und Rauischholzhausen mit Abschlussprüfung.
Es folgte das Studium der Agrarwissenschaften an der Justus-Liebig-Universität Gießen und der Georg-August-Universität Göttingen mit Diplomabschluss 1966. Ab Januar 1967 war Buchenauer Doktorand bei Friedrich Großmann am Institut für Phytopathologie der Justus-Liebig-Universität Gießen. Mit der vorgelegten Dissertation Der Einfluß von Wachstumsregulatoren und chemisch verwandten Verbindungen auf verschiedene Tomatenkrankheiten wurde er 1970 zum Dr. agr. promoviert.
Von 1970 bis 1972 war er wissenschaftlicher Mitarbeiter von Donald Erwin am Department of Plant Pathologie der University of California, in USA, ab 1972 wissenschaftlicher Assistent bei Großmann am Lehrstuhl für Phytopathologie und Pflanzenschutz der Universität Hohenheim und später wissenschaftlicher Assistent bei Heinrich Carl Weltzien am Institut für Pflanzenkrankheiten der Universität Bonn. Im Juni 1979 erfolgte die Verleihung der Venia Legendi der Universität Bonn für das Lehrgebiet "Pflanzenkrankheiten und Pflanzenschutz" mit der Habilitationsschrift Untersuchungen zur Wirkungsweise und zum Verhalten verschiedener Fungizide in Pilzen und Kulturpflanzen.
Im Jahr 1984 wurde Buchenauer als Professor für Pflanzenschutz und Pflanzenkrankheiten an die Universität Hannover berufen. Im Jahr 1992 nahm er den Ruf auf die Professur für Phytomedizin des Instituts für Phytomedizin der Universität Hohenheim an. Seit 2005 ist Heinrich Buchenauer emeritiert.
Heinrich Buchenauer ist mit Doris Buchenauer, geb. Fechner, verheiratet; sie haben einen erwachsenen Sohn.

## Forschungsschwerpunkte
- Resistenzinduktion durch Wachstumsregulatoren gegenüber Welkekrankheiten an Tomate und Baumwolle
- Photochemischer Abbau und photochemische Aktivierung systemischer Fungizide
- Transformation systemischer Fungizide in Pflanzen
- Transkutikulärer Transport systemischer Fungizide
- Studien zu biochemischen Wirkungsmechanismen moderner antifungaler Verbindungen
- Nebenwirkungen moderner Fungizide auf den Stoffwechsel der Pflanzen
- Resistenzentwicklung von pilzlichen Krankheitserregern gegenüber Fungiziden mit spezifischen Wirkungsmechanismen
- Synergistische Interaktionen von Fungiziden
- Wirkungsmechanismen von Substanzen, die in Pathogeneseprozesse eingreifen
- Wirkung von Silikaten gegenüber Pflanzenkrankheiten
- Antagonismus und Hyperparasitismus ausgewählter Pilze gegenüber pilzliche Pathogene
- Resistenzaktivierung in Pflanzen gegenüber Virus-, Bakterien- und Pilzkrankheiten durch synthetische und biologische Induktoren
- Resistenz der Kartoffel gegenüber Potato virus Y
- Charakterisierung der Nichtwirtsresistenz bei Virosen
- Antivirale Wirkungsmechanismen von Glucanen
- Resistenzmechanismen von Beta-Rüben gegenüber Polymyxa betae und Beet necrotic yellow vein Virus

## Veröffentlichungen (Auswahl)
- 2001: Z Kang; L Huang; U Krieg; A Mauler-Machnik; H Buchenauer: Effects of tebuconazole on morphology, structure, cell wall components and trichothecene production of Fusarium culmorum in vitro. Pest management science 2001;57(6):491-500.
- 2001: W Fakhouri; F Walker; B Vogler; W Armbruster; H Buchenauer: Isolation and identification of N-mercapto-4-formylcarbostyril, an antibiotic produced by Pseudomonas fluorescens. Phytochemistry 2001;58(8):1297-303.
- 2002: W D Fakhouri; H Buchenauer: Enhancement of population densities of fluorescent pseudomonads in the rhizosphere of tomato plants by addition of acibenzolar-S-methyl. Canadian journal of microbiology 2002;48(12):1069-75.
- 2005: Busaya Apichaisataienchote; Josef Altenbuchner; Heinrich Buchenauer: Isolation and identification of Streptomyces fradiae SU-1 from Thailand and protoplast transformation with the chitinase B Gene from Nocardiopsis prasina OPC-131. Current microbiology 2005;51(2):116-21.
- 2005: Yang Liu; Frank Walker; Birgit Hoeglinger; Heinrich Buchenauer: Solvolysis procedures for the determination of bound residues of the mycotoxin deoxynivalenol in Fusarium species infected grain of two winter wheat cultivars preinfected with barley yellow dwarf virus. Journal of agricultural and food chemistry 2005;53(17):6864-9.
- Jüngere Publikationen von Heinrich Buchenauer auf der Website der Universität Hohenheim[3]

## Engagements und Auszeichnungen
- Verleihung des Julius-Kühn-Preises anläßlich der 42. Deutschen Pflanzenschutztagung 1979[4]
- Mitglied des "Editorial Board" der Zeitschrift "Pesticide Biochemistry and Physiology" 1978–1987
- Mitglied des Beratungsausschusses "Integrierter Pflanzenschutz" des Bundesministeriums für Ernährung, Landwirtschaft und Forsten (BML) 1986–2005
- Fachgutachter der Deutschen Forschungsgemeinschaft (DFG) 1988–1992